# Sōri Yanagi
Sōri Yanagi (柳 宗理, 1915–2011) était un designer japonais de produits. Il a joué un rôle important dans le design moderne japonais qui s'est développé après la Seconde Guerre mondiale, jusqu'à la période de grande croissance économique au Japon. Il est à la fois le représentant de tous les designers modernes du Japon mais aussi un véritable moderniste qui fusionna simplicité et praticité avec des éléments traditionnels de l'art japonais.

## Biographie
Il est né en 1915 à Tokyo, au Japon, étant fils de Muneyoshi Yanagi, qui est à l'origine du mouvement mingei  qui commémorait l’artisanat japonais populaire et la beauté des objets du quotidien ; de plus, il aida à établir le Musée d'Artisanat folklorique japonais de Tokyo.
Sōri entra à l’École des beaux-arts de Tokyo en 1934, ou il étudia l'art et l'architecture. Il a été influencé par Le Corbusier aussi bien que par Charlotte Perriand lorsqu'elle travailla au Japon au début des années 1940. Ainsi, ses intérêts allèrent de la peinture aux bâtiments jusqu'au design et aux objets.
Après la Seconde Guerre mondiale, il fit le design de nombreux produits : de mobilier, de véhicules à trois roues, de chaudrons Olympiques, de passages piétons, etc.

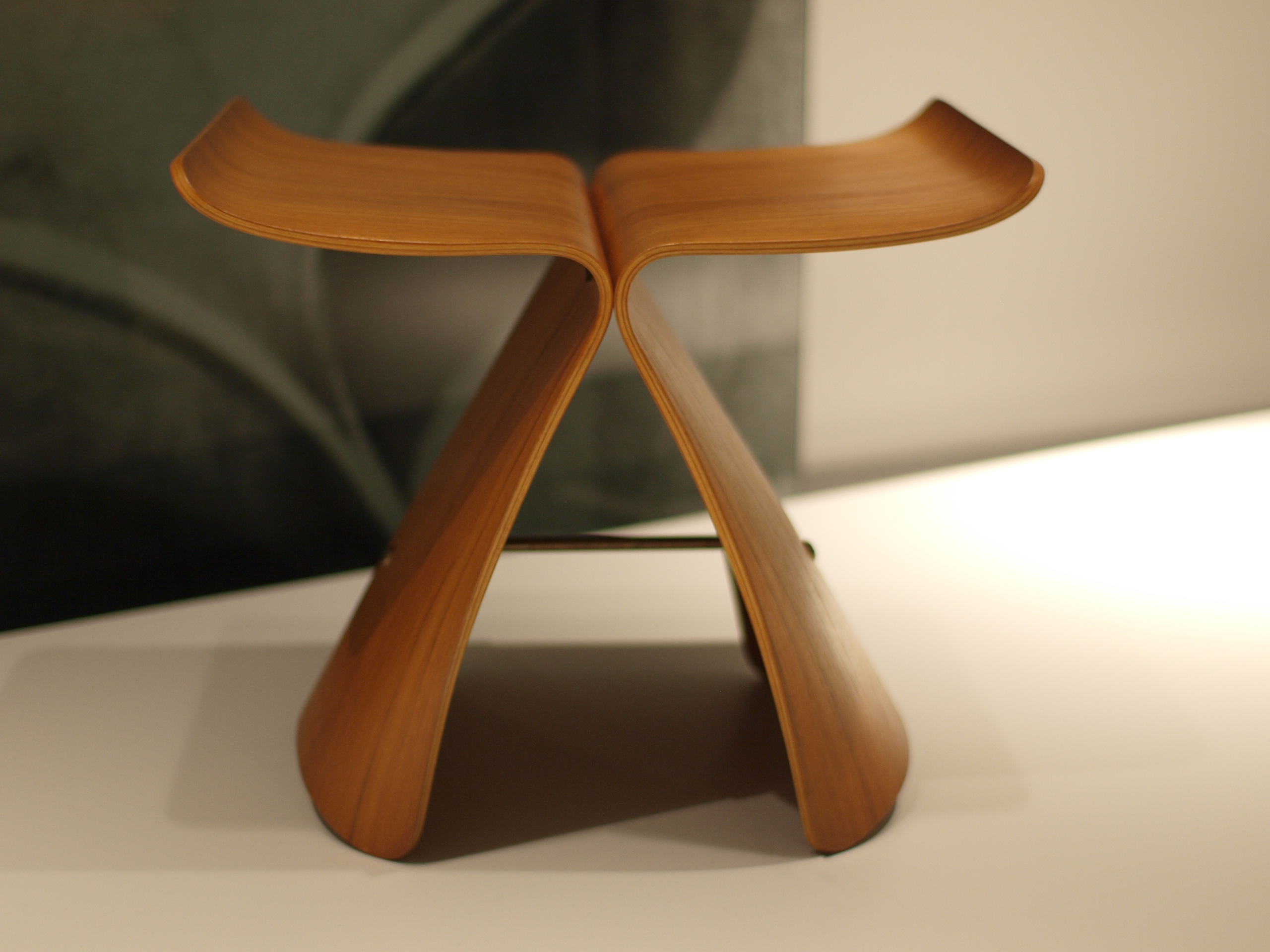
Butterfly Stool (tabouret Butterfly).

L'un de ses produits les plus connus est le Butterfly Stool (« Tabouret Papillon ») qui a gagné un prix d'or au Milan Triennial XI (en). Annoncé en 1956, la forme du tabouret composée de deux pièces a été comparée aux ailes ouvertes d'un papillon. Sinon,  la forme peut être perçue comme la porte d'un sanctuaire shinto ou encore comme un casque antique de samouraï. En effet, c'est à la fois une forme moderne et intemporelle, qui a gagné des louanges et des prix, et qui est inclus dans des collections considérables, telles que celle du Museum of Modern Art à New York.
La plupart des designs de Yanagi sont très simples. Ses produits illustrent sa manière de penser : la vraie beauté ne peut être créée, elle naît naturellement. Quand il crée un nouveau produit, il réalise les premières versions à la main et sans répit, cherchant de nouvelles formes de tout temps.
Sōri Yanagi mourut à l'âge de 96 ans en 2011.

## Designs clés
- Butterfly Stool, 1954
- Elephant Stool, 1954

## Récompenses
- Honorary Royal Designer for Industry par la Royal Society for the encouragement of Arts, Manufactures and Commerce en 2008[5]